# Seth De Witte
Seth De Witte (Anversa, 18 ottobre 1987) è un calciatore belga, centrocampista del Wilrijk.

## Carriera
Dopo aver segnato 7 gol in 24 partite nella seconda serie belga al Wilrijk, è passato al Lierse; con la nuova squadra ha giocato quattro campionati consecutivi, con un bilancio di 4 gol in 83 presenze nella seconda serie belga e 10 presenze senza gol nell'unica stagione trascorsa in massima serie. Dal 2010 gioca nel Mechelen, sempre in Jupiler League (la massima serie belga).

## Palmarès

### Club

#### Competizioni nazionali
- Coppa del Belgio: 2

Beerschot: 2004-2005
Malines: 2018-2019
- Campionato belga di seconda divisione: 1

Lierse: 2009-2010